# Matsumuraja rubi
Matsumuraja rubi är en insektsart. Matsumuraja rubi ingår i släktet Matsumuraja och familjen långrörsbladlöss. Inga underarter finns listade i Catalogue of Life.